# Martin I.
Martin I., papa od 21. srpnja 649. do 16. rujna 655. godine.

## Životopis
Prije dolaska na mjesto pape je služio kao apocrisiarius (apokrizijarij), ili papinski legat (nuncij) na bizantskom dvoru u Konstantinopolu. Tamo se istakao diplomatskim vještinama i velikom učenošću. Na mjesto pape je došao nedugo nakon smrti svog prethodnika Teodora I., koji je ušao u otvoreni sukob s monotelitima i carem, te dvije godine ranije ekskomunicirao carigradskog patrijarha Pavla II. Njegov izbor nije bio potvrđen od cara, što je predstavljao presedan u periodu tzv. bizantskog papinstva. 
Martin je od svog prethodnika naslijedio protumonotelitsku politiku, kao i pripreme za Lateranski sabor koji je sazvao i, usprkos izričitom carevom protivljenju, održao u listopadu 649. Na njemu je, uz podršku uglednog teologa Maksima Ispovjednika monotelistvo osuđeno. Martin je saboru nastojao dati status ekumenskog sabora, što je predstavljalo presedan u odnosu na dotadašnje koncile, koji su svi bili formalno sazvani od strane rimskih ili bizantskih careva. Osim toga je u obliku enciklike njegove kanone poslao i svim biskupima na područjima van bizantske vlasti. Konstansu je jedino poslao kanone na službenu potvrdu. Konstans, zauzet bizantsko-arapskim ratovima, ispočetka nije mogao pravodobno reagirati, ali je naredio Maksimovo i Martinovo uhićenje. Obojica su uhićeni 17. lipnja 653. u Lateranskoj bazilici, a potom 17. rujna dovedeni u Konstantinopol na suđenje. Nakon što je pretrpio brojna javna poniženja, prognan je u Herson na Krimu gdje je umro u izgnanstvu.  Za vrijeme njegovog izgnanstva je za novog papu izabran Eugen I.
Martinovo protivljenje monotelistvu kasnije je postalo službeni stav Crkve, kada su 681. monoteliti proglašeni hereticima na Trećem carigradskom saboru. Proglašen je svetim, a slavi se 13. travnja.

## Vanjske poveznice
- Ohridski prolog za 14 (27. april)  Arhivirana inačica izvorne stranice od 12. ožujka 2007. (Wayback Machine) (srp.)